# Samsula-Spruce Creek, Florida
Samsula-Spruce Creek là một nơi ấn định cho điều tra dân số ở tiểu bang Florida, Hoa Kỳ.
Khu vực dân này tọa lạc ở phía nam bờ biển Daytona, Florida, và có hơn 5.000 dân, 1.300 ngôi nhà nhưng có hơn 700 nhà chứa máy bay. Toàn bộ khu vực dân cư này được bao quanh bởi đường băng sân bay Spruce Creek. Hầu hết các căn nhà trong thị trấn đều có nhà chứa máy bay riêng, lối dẫn riêng đến đường băng chính với sự chỉ dẫn của GPS.